# Reichsbohrprogramm
Das Reichsbohrprogramm war ein groß angelegtes staatlich finanziertes Explorationsprogramm, das in den Jahren von 1934 bis 1945 darauf ausgerichtet war, das Gebiet des Deutschen Reiches systematisch auf Erdöllagerstätten zu durchsuchen. Es diente damit dem Ziel des NS-Regimes, im Rahmen seiner Autarkiebestrebungen die heimische Erdölförderung deutlich zu erhöhen, um so eine ausreichende Ölversorgung für die deutsche Kriegswirtschaft sicherzustellen. Das Reichsbohrprogramm wurde 1938 auf Österreich und später auch auf andere besetzte Länder ausgedehnt.

## Hintergründe
Nach den Blockadeerfahrungen des Ersten Weltkriegs bestimmten Autarkiebestrebungen auch in Bezug auf den kriegsentscheidenden Rohstoff Erdöl weitgehend die rüstungswirtschaftlichen Weichenstellungen des NS-Regimes. Neben dem forcierten Ausbau der Kohlenwasserstoffsynthese in Hydrierwerken (insbes. betrieben durch die IG Farben) spielten Überlegungen zur Steigerung der heimischen Erdölproduktion über die Erschließung weiterer Lagerstätten in den Kriegsvorbereitungen eine entscheidende Rolle. Das im Wesentlichen auf den Vorschlägen des an der Preußischen Geologischen Landesanstalt (PGLA) tätigen Erdölgeologen Alfred Bentz beruhende Reichsbohrprogramm aus dem Jahr 1934 förderte mit Darlehen an Unternehmen die systematische Exploration unerschlossener Gebiete im Deutschen Reich. Nur im Erfolgsfall mussten die Unternehmen das Geld an den Staat zurückzahlen. Mit Hilfe des Reichsbohrprogramms erschlossen deutsche Mineralölproduzenten erfolgreich die heimischen Reserven, so dass sie auch ohne den zeitgleich betriebenen Ausbau der Hydrierwerke zu Kriegsbeginn mehr als die Hälfte des Autobenzins, knapp ein Drittel des Motorenöls und jeweils rund ein Fünftel der Versorgung mit Flugbenzin, Dieselkraftstoff und Heizöl aus eigenen Quellen decken konnten.

## Entwicklung
Um die Importabhängigkeit des Deutschen Reiches beim Erdöl zu reduzieren, forcierte die Reichsregierung schon in den 1920er Jahren die inländische Produktion und vergab Konzessionen, um weitere Felder auszubeuten. Als deutsche Bohrungen 1932 bei Hannover fündig wurden, brach eine Öleuphorie aus. Die PGLA mit Alfred Bentz setzte sich für eine generelle und systematische Suche nach Öl im Deutschen Reich ein. Nach der Machtergreifung durch die Nationalsozialisten fielen diese Forderungen auf fruchtbaren Boden. Da die zu dieser Zeit wenig entwickelte deutsche Erdölindustrie die für eine systematische Erkundung in großem Umfang erforderlichen finanziellen Mittel wirtschaftlich nicht selbst aufbringen konnte, entschloss sich der NS-Staat, durch Subventionen einen Teil des Risikos zu tragen.
Am 10. Januar 1934 gab die Reichsregierung im Reichswirtschaftsministerium auf einer Sitzung mit den wichtigsten deutschen Erdölunternehmen bekannt, dass sie Darlehen für die Aufschließung neuer Erdölgebiete zur Verfügung stellen werde. Sie erklärte sich bereit, im Rahmen eines von der PGLA auszuarbeitenden Plans – später Reichsbohrprogramm genannt – die Hälfte der reinen Bohrkosten zu übernehmen. Nur bei erfolgreichen Bohrungen hatte das verantwortliche Unternehmen aus den Gewinnen das Reichsdarlehen zurückzuzahlen. Das Reichswirtschaftsministerium übertrug Alfred Bentz die Gesamtleitung des Programms. Eine Schlüsselfunktion für die Verteilung der Bohrdarlehen fiel damit der PGLA zu. Sie hatte solche Bohrungen auszuwählen, die die größten Chancen auf Fündigkeit besaßen.
Im Rahmen des Reichsbohrprogramms entwickelten die Gewerkschaft Elwerath, die Deutsche Erdöl AG, die Preussag, die Wintershall AG und die ITAG die größten Aktivitäten. Auf sie entfielen ca. drei Viertel aller Bohrleistungen und der größte Teil der ausgegebenen Bohrdarlehen. Der Gesamtaufwand für die durchgeführten Bohrungen belief sich im Reichsgebiet auf ca. 44 Mio. RM.

## Ergebnisse
Die Ergebnisse des Reichsbohrprogramms waren durchaus bemerkenswert. So wurden zwischen 1934 und 1945 insgesamt 643 Bohrungen niedergebracht. Davon ergaben 504 Bohrungen Ölfunde und es wurden 19 neue Felder erschlossen (zu den bedeutendsten Aufschlüssen gehörte das Erdgasfeld südlich von Bentheim). Die heimische Fördermenge stieg von 214.000 t im Jahre 1932 auf das Spitzenvolumen von 1,06 Millionen t im Jahr 1940. Dennoch wurde sehr schnell klar, dass trotz dieser Erfolge die Ölautarkie – also die Unabhängigkeit Deutschlands von Erdölimporten – nicht zu erreichen war.
Auf technischer Seite gelangen ebenfalls beachtliche Fortschritte. Dauerte 1930 eine Bohrung auf 900 m Tiefe noch 200 Tage, reduzierte sich die Zeit in nur acht Jahren auf 25 Tage. Mit dem Umstieg auf das Drehbohrverfahren konnten überdies größere Tiefen erreicht werden. Insgesamt schloss die im internationalen Vergleich eher kleine deutsche Bohrindustrie in dieser Zeit technisch zur ausländischen Konkurrenz auf.
Das Reichsbohrprogramm lieferte den Anlass für einschneidende Veränderungen der Rechtsgrundlagen bei der Erdölgewinnung in Deutschland. Die neuen Bestimmungen ermöglichten es dem Staat, einheitliche, meist auf fünf Jahre befristete Konzessionen zu vergeben. Das Lagerstättengesetz vom 4. Dezember 1934 verpflichtete alle Firmen und geologischen Landesanstalten, ihre geologischen und geophysikalischen Unterlagen der PGLA zuzuleiten. Bisher geheimgehaltenes Material wurde zur Zusammenstellung von Karten und für die weitere Erkundung nutzbar gemacht. Außerdem wurden Grundeigentümer verpflichtet, geophysikalische Messungen auf ihrem Grund und Boden zu gestatten.
Einen interessanten Nebeneffekt bildeten unerwartete Funde. So entdeckte man 1938 z. B. im damals nur sechs Bauernhof großen Weiler Füssing bei Safferstetten Thermalwasser. Diese Quelle wurde allerdings rasch wieder verschlossen, weil man den Nordböhmischen Bädern – damals Teil des deutschen Reichs – keine Konkurrenz machen wollte. Erst 1955 gab die Mineralölgesellschaft die Rechte am Thermalwasser weiter. So entstand das Niederbayerische Bäderdreieck.